# Red Snapper (Band)
Red Snapper ist eine experimentelle Band aus England. Gegründet wurde sie 1993 von Ali Friend (Kontrabass), Richard Thair (Schlagzeug) und David Ayers (Gitarre) in London. Außer den drei Gründungsmitgliedern wirken auch Gastmusiker bei mehreren ihrer Stücke mit, so zum Beispiel MC Det und Alison David auf dem Album Making Bones.
Der Musikstil der Band setzt sich zusammen aus Elementen des Jazz, Funk, Jungle, Trip-Hop, Hip-Hop, aber auch des frühen Psychedelic Rock und Progressive Rock. Red Snapper veröffentlichten zunächst drei EPs, bevor 1996 ihr Debütalbum Prince Blimey bei Warp Records erschien. Darüber hinaus steuerten sie zahlreiche Remixe zu Stücken anderer Künstler bei, darunter ein Remix zu dem Lied Stupid Girl von Garbage. Im Jahr 2002 gab die Band offiziell ihre Auflösung bekannt; Ali Friend spielte danach bei der Band Clayhill, und auch die übrigen Bandmitglieder wandten sich anderen Projekten zu. Im Jahr 2007 fanden Red Snapper wieder zusammen.

## Diskografie

### Alben
- Prince Blimey (Warp, CD, 1996)
- Making Bones (Matador Records, CD, 1998)
- Our Aim Is to Satisfy – Red Snapper (Warp, CD, 2000)
- KEY (V2 Benelux (Soulfood), CD, Vinyl, 2011)
- HYENA (Lo Recordings, CD, 2014)

### Kompilationen und Remix-Alben
- Reeled and Skinned (Warp, 1995 – enthält die EPs Snapper, The Swank und Hot Flush)
- It’s All Good (Keep Diggin’ Recordings, 2002)
- Red Snapper (Lo Recordings, 2003)
- Redone (Lo Recordings, 2003)

### EPs
- Snapper (Flaw Recordings, 1994)
- The Swank (Flaw Recordings, 1994)
- Hot Flush (Flaw Recordings, 1995)
- Heavy Petting (2002)
- A Pale Blue Dot (K7 / Lo Recordings (Alive), 2008)

### Singles
- Loopascoopa (Warp, 1996)
- Mooking (Warp, 1996)
- Bogeyman (Warp, 1998)
- Image Of You (Warp, 1998)
- The Sleepless (Warp, 1998)
- Some Kind Of Kink (Warp, 2000)
- The Rough & The Quick (Warp, 2000)